# Ullswater
Ullswater är en sjö i Storbritannien.   Den ligger i grevskapet Cumbria och riksdelen England, i den centrala delen av landet, 400 km nordväst om huvudstaden London. Ullswater ligger 145 meter över havet. Arean är 8,9 kvadratkilometer. Trakten runt Ullswater består i huvudsak av gräsmarker. Den sträcker sig 7,9 kilometer i nord-sydlig riktning, och 7,9 kilometer i öst-västlig riktning.
Följande samhällen ligger vid Ullswater:
- Patterdale (501 invånare)